# 丽水街道
丽水街道是中华人民共和国河南省信阳市罗山县下辖的一个街道办事处。

## 行政区划
丽水街道下辖以下村级行政区划单位：
赵园社区、西城社区、陈湾村、邵洼社区、高湾社区、曹堰村和刘台村。